# Delirion
Delirion – hiszpański zespół wykonujący power metal. Powstał w mieście Alicante w 2003. Pod obecną nazwą funkcjonuje od 2004. Zespół inspiruje się dokonaniami takich artystów jak: Stratovarius, Angra, Sonata Arctica, Kamelot, Helloween, Nightwish.

## Historia
W 2006 zespół nagrał swój debiutancki album Silent Symphony. Nagrania odbyły się w Fireworks Studios w Walencji, a producentem wydawnictwa został Fernando Asensi. Pod koniec roku 2008 zespół opuścił dotychczasowy perkusista zespołu Román, a jego miejsce zajął Germán Carbonell. Następnie w 2009, Delirion podpisał umowę ze Spiritual Beast, po czym nakładem tej wytwórni ukazała się płyta „Silent Symphony”. W maju 2010 w Japonii ukazał się kolejny album Lotus. Po sukcesie w Japonii, zespół podpisał umowę z niemiecką wytwórnią Limb Music i w lipcu 2011 Lotus ukazał się również w Europie. W 2012 roku Paco M. Castillo dołączył do zespołu jako nowy basista, zastępując Rafa.

## Członkowie

### Obecny skład
- Christopher Ripoll – śpiew
- Sergio Sáez – gitara
- Edu Guerrero – gitara
- Germán Carbonell – perkusja
- Ana de Miguel – keyboard
- Paco M. Castillo – gitara basowa

### Byli członkowie
- Rafa Carmona – gitara basowa (2004–2012)
- Maiden – perkusja (2004–2005)
- Toni – śpiew (2004)
- Román Planelles – perkusja (2005–2008)
- Rubén Picazo – śpiew (2005–2006)[1]

## Dyskografia
- Demo 2005 (2005, demo)
- Promo 2006 (2006, demo)
- Silent Symphony (2009, LP)
- Lotus (2010, LP)[1]